# توتونکولر، بوزدقان
توتونکولر، بوزدقان (به لاتین: Tütüncüler, Bozdoğan) یک زیستگاه انسانی در ترکیه است که در بزدوقان واقع شده‌است.

## خصوصیات
توتونکولر ۳۲۹ نفر جمعیت دارد.